# Håkan Carlqvist

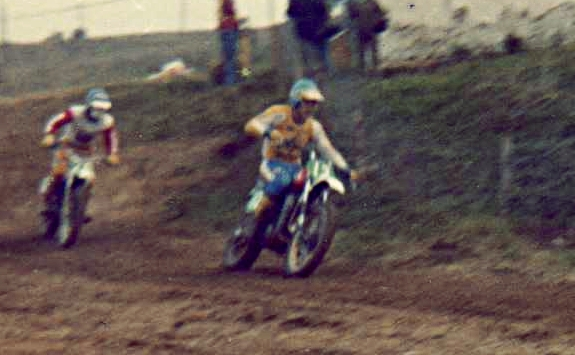
Carlqvist in 1978

Håkan Carlqvist (15 januari 1954 - 7 juli 2017) was een Zweeds motorcrosser.

## Carrière
Carlqvist werd Wereldkampioen motorcross 250cc in 1979 met Husqvarna. In 1980 begon hij met Yamaha te rijden in de 500cc-klasse. Hij eindigde twee keer derde, in 1981 en 1982. In 1983 streed hij tegen de ploegmaats bij Honda, André Malherbe en Graham Noyce, en behaalde de wereldtitel. In 1984 zorgde een blessure ervoor dat hij niet kon meestrijden om de wereldtitel. Hij bleef voor Yamaha rijden tot eind 1986. Hij bleef in de 500cc tijdens de seizoenen 1987 en 1988 op een privé Kawasaki. Zijn laatste Grand Prix-overwinning behaalde hij op de Citadel van Namen in België. Tijdens de wedstrijd sloeg hij de supporters met verstomming toen hij tegen het einde van de tweede reeks stopte om snel een biertje te drinken op het moment dat hij bijna een minuut voorsprong had. Hij vertrok opnieuw en behaalde de overwinning.
Carlqvist overleed op 7 juli 2017 na een slepende ziekte op 63-jarige leeftijd.

## Palmares
- 1979: Wereldkampioen 250cc
- 1983: Wereldkampioen 500cc

1. ↑  http://www.aftonbladet.se/sportbladet/a/lqr6L/motorprofilen-hakan-carla-carlqvist-dod